# Amblyteles
Amblyteles is een geslacht van insecten uit de orde vliesvleugeligen (Hymenoptera) en de familie Ichneumonidae.

## Soorten
- A. arcticus Roman, 1913
- A. armatorius (Forster, 1771)
- A. armenus Meyer, 1927
- A. aterrimus Brischke, 1862
- A. contristans Rudow, 1888
- A. crudosus (Cresson, 1877)
- A. flavopictus Rudow, 1888
- A. karakurti Rossikov, 1904
- A. massiliensis Rudow, 1888
- A. nitidus Brischke, 1862
- A. pealei Cockerell, 1927
- A. sonani Uchida, 1932
- A. triguttatus Rudow, 1888
- A. varipes Rudow, 1888
- A. visseri Roman, 1935